# Prix Marc-Auguste-Pictet
 (janvier 2022).
Si vous disposez d'ouvrages ou d'articles de référence ou si vous connaissez des sites web de qualité traitant du thème abordé ici, merci de compléter l'article en donnant les références utiles à sa vérifiabilité et en les liant à la section « Notes et références ».
Le prix Marc-Auguste-Pictet est un prix biennal attribué depuis 1990 par la Société de physique et d'histoire naturelle de Genève (SPHN) et récompensant un chercheur dans le domaine de l'histoire des sciences.

## Histoire
Le fonds Marc-Auguste Pictet est créé à l'occasion du bicentenaire de la fondation de la Société de physique et d'histoire naturelle de Genève (célébré le 4 octobre 1990), en l'honneur de ce savant qui a joué un rôle de premier plan dans la fondation et dans les premières décennies de l'histoire de cette société savante. 
Le fonds attribue un prix à un jeune chercheur en histoire des sciences. Il existe également une médaille Pictet, frappée à l'effigie de ce savant, destinée à récompenser un savant confirmé « dont l'œuvre en histoire des sciences fait autorité ». Le fonds et la médaille ont été institués en 1989 par le physicien Jean-Michel Pictet.
La Société de physique et d'histoire naturelle de Genève définit un thème de recherche pour l'attribution du prix et de la médaille.

## Lauréats et récipiendaires
- 1990 : Histoire de la science genevoise    
  - prix : René Sigrist, Burghard Weiss
  - médaille :  Albert V. Carozzi
- 1992 : Histoire de la chimie    
  - prix : Diana L. Barkan
  - médaille : George B. Kauffman
- 1994 : Histoire des sciences biologiques (de la Renaissance à la fin du XIXe siècle)    
  - prix : Jean-Louis Fischer, Antonello La Vergata
  - médaille : Robert Olby
- 1996 : Histoire de la diffusion du savoir scientifique    
  - prix : David Frank Aston Wright
  - médaille : Rafel Carreras
- 1998 : Histoire de l'astronomie (dans la période de Kepler à nos jours)    
  - prix : Klaus Hentschel
  - médaille :  Jacques Merleau-Ponty
- 2000 : Histoire de l'électricité et de l'électromagnétisme aux XVIIIe et XIXe siècles    
  - prix : Olivier Darrigol
  - médaille :  Karl von Meyenn
- 2002 : Histoire de la météorologie et de la climatologie    
  - prix : non attribué
  - médaille :  Paolo Rossi
- 2004 : Histoire des relations entre l'Homme et son environnement : Équilibres et ruptures    
  - prix : Emily Thompson
  - médaille :  John Heilbron
- 2006 : Histoire des relations entre mathématiques, sciences et techniques    
  - prix : Ivahn Smadja
  - médaille :  Claire Salomon-Bayet
- 2008 : Histoire de l'atome, du XIXe siècle jusqu'au dernier projet international de la fusion ITER    
  - prix : non attribué
  - médaille :  Bernard Fernandez
- 2010 : Histoire de la physique    
  - prix : Matteo Valleriani, Josep Simon
  - médaille :  Bernadette Bensaude-Vincent
- 2012 : Histoire des sciences de la Terre    
  - prix : Adelene Buckland
  - médaille : Paolo Brenni
- 2014 : Histoire des sciences de la vie au XXe siècle
  - prix : Jenny Bangham
  - médaille : Lorraine Daston
- 2016 : Histoire de la Météorologie et des Sciences du Climat    
  - prix : Alexander F. Hall
  - médaille : Pietro Corsi
- 2020 : Histoire de la Pharmacologie
  - prix ex aequo : Sami Boumedienne
  - prix ex aequo : Vérène Chalendar
  - médaille : non attribuée pour cause de COVID
- 2023 : Histoire de la Cosmologie moderne
  - prix : Gauvain Leconte
  - médaille : Dominique Pestre